# باد مور (مالك فريق ناسكار)
باد مور (بالإنجليزية: Bud Moore)‏ هو مالك فريق ناسكار ‏ أمريكي، ولد في 25 مايو 1925 في سبارتانبرغ في الولايات المتحدة، وتوفي في 28 نوفمبر 2017.